# Castello Tesino
Castello Tesino település Olaszországban, Trento megyében. Lakosainak száma 1160 fő (2023. január 1.). Castello Tesino Arsiè, Canal San Bovo, Cinte Tesino, Grigno, Lamon, Pieve Tesino és Scurelle községekkel határos.

## Népesség
A település népességének változása:
| Lakosok száma | 1211 | 1201 | 1160 |
|               | 2017 | 2018 | 2023 |